# 美麗新世界 (電視劇)
《美麗新世界》（英語：Brave New World）是一部美國反烏托邦構想的科幻電視劇，改編自阿道斯·赫胥黎1932年創作的同名小說《美麗新世界》，於2020年7月15日在NBC環球的串流媒體平台孔雀首播。2020年10月，孔雀宣佈不再製作第二季。

## 前提
該系列“想像一個通過禁止一夫一妻制、個人隱私、金錢、家庭、和歷史本身實現和平與穩定的烏托邦社會。” 在原著小說的更新中，一個名為因陀羅 (Indra) 的人工智能係統也通過無線網絡連接公民。

## 概要
故事發生在未來的新倫敦，為了保證烏托邦社會的和平與穩定，統治者禁止一夫一妻制、個人隱私、金錢、家庭甚至歷史等觀念存在於世。

## 演員與角色

### 主要角色
- 潔西卡·布朗·芬德莉 飾演 蘭妮娜·克朗（Lenina Crowne）：新倫敦的居民[3]。
- 哈瑞·洛伊德 飾演 柏納德·馬克斯（Bernard Marx）：新倫敦的居民[4]。
- 阿爾登·埃倫瑞奇 飾演 「野蠻人」約翰（John the Savage）：琳達的兒子[5]。
- 漢娜·約翰-卡門 飾演 威廉明娜·「赫姆」·沃森（Wilhelmina "Helm" Watson）：享樂主義的藝術家[6]。

### 常設角色
- 黛米·摩爾 飾演 琳達（Linda）：「野蠻人」約翰的母親[7]。
- 三辻茜（英语：Sen Mitsuji） 飾演 哈利·福斯特（Henry Foster）：最高等級「阿爾法」（α）階層的居民[6]。
- 約瑟夫·摩根 飾演 C·傑克60（CJack60）：最底層的「愛普西隆」（ε）的居民[6]。
- 妮娜·索桑亞（英语：Nina Sosanya） 飾演 穆斯塔法·蒙德（Mustafa Mond）：新倫敦的總督[6]。
- 凱莉·邦布瑞（英语：Kylie Bunbury） 飾演 弗蘭妮（Frannie）：蘭妮娜的好友，高等級「貝塔」（β）階層的居民，欣然接受新倫敦的社會秩序[6]。

## 集數
| 集數 | 標題               | 譯名   | 導演            | 編劇                                  | 首播日期      |
| ---- | ------------------ | ------ | --------------- | ------------------------------------- | ------------- |
| 1    |                    | 試播集 | 歐文·哈里斯     | 葛蘭特·莫里森＆布萊恩·泰勒和大衛·維納 | 2020年7月15日 |
| 2    |                    | 待公佈 | 歐文·哈里斯     | 大衛·維納                             | 2020年7月15日 |
| 3    |                    | 待公佈 | 克雷格·齐斯克   | 莫莉·努斯鮑姆                         | 2020年7月15日 |
| 4    |                    | 待公佈 | 克雷格·齐斯克   | 艾莉森·米勒                           | 2020年7月15日 |
| 5    |                    | 待公佈 | 阿夫·麦卡德尔   | 妮娜·布拉多克                         | 2020年7月15日 |
| 6    |                    | 待公佈 | 阿夫·麦卡德尔   | 伊萊娜·佩佩里特                       | 2020年7月15日 |
| 7–8  |                    | 待公佈 | 安德里杰·帕瑞克 | 科爾曼·赫伯特                         | 2020年7月15日 |
| 7–8  | 薇薇安·黃＆尚·佩斯 | 待公佈 | 安德里杰·帕瑞克 | 2020年7月15日                         |               |
| 9    |                    | 待公佈 | 艾伦·库拉斯     | 葛蘭特·莫里森                         | 2020年7月15日 |

## 製作

### 開發
2015年5月，史蒂芬·史匹柏的安培林娛樂公司有意將小說《美麗新世界》開發為電視劇，由萊斯利·波姆主創並編劇。2019年2月，該劇集計劃轉至USA電視台首播，大衛·維納（David Wiener）替代萊斯利·波姆擔當節目統籌，歐文·哈里斯將執導試播集。2019年9月17日，NBC環球宣佈該劇集移至旗下串流媒體平台孔雀播出。2020年10月28日，孔雀宣佈不再製作第二季。

### 選角
2019年4月，阿爾登·埃倫瑞奇和哈瑞·洛伊德加入劇組，埃倫瑞奇出演「野蠻人」約翰，洛伊德出演柏納德·馬克斯。5月，潔西卡·布朗·芬德莉確認出演女主角蘭妮娜·克朗。6月，凱莉·邦布瑞、漢娜·約翰-卡門、三辻茜、約瑟夫·摩根和妮娜·索桑亞確認出演主要角色，黛米·摩爾出演常駐角色琳達。

## 宣傳與發行
2020年5月14日，NBC環球宣佈劇集將於2020年7月15日在串流媒體平台孔雀首播。6月25日，孔雀釋出了劇集預告片。

## 迴響
《美麗新世界》在影視匯總點評網站爛番茄上獲得48%的新鮮度，6.13/10分（25位劇評人）。劇集在Metacritic網站上獲得了「混合或中等評價」，54/100分（22位劇評人）。

## 資料來源
1. ↑  Sharma, Dhruv. . July 23, 2020  [2023-03-18]. （原始内容存档于2022-10-23）.
2. 1 2  Petski, Denise. . Deadline. 2015-05-05  [2019-05-31]. （原始内容存档于2019-02-14） （美国英语）.
3. 1 2  Andreeva, Nellie. . Deadline. 2019-05-30  [2019-05-31]. （原始内容存档于2019-05-30） （美国英语）.
4. 1 2  Petski, Denise. . Deadline. 2019-04-23  [2019-05-31]. （原始内容存档于2019-06-07） （美国英语）.
5. 1 2  Andreeva, Nellie. . Deadline. 2019-04-16  [2019-05-31]. （原始内容存档于2019-04-17） （美国英语）.
6. 1 2 3 4 5 6  White, Peter. . Deadline. 2019-06-19  [2019-07-05]. （原始内容存档于2019-06-19） （美国英语）.
7. 1 2  Pedersen, Erik. . Deadline. 2019-06-20  [2019-07-05]. （原始内容存档于2019-06-20） （美国英语）.
8. 1 2  Petski, Denise. . Deadline. 2020-05-14  [2020-05-14]. （原始内容存档于2020-05-16） （美国英语）.
9. ↑  Petski, Denise. . Deadline. 2016-08-11  [2019-05-31]. （原始内容存档于2019-06-11） （美国英语）.
10. ↑  Andreeva, Nellie. . Deadline. 2019-02-13  [2019-05-31]. （原始内容存档于2019-05-05） （美国英语）.
11. ↑  Andreeva, Nellie. . Deadline. 2019-09-17  [2019-09-18]. （原始内容存档于2019-09-18） （美国英语）.
12. ↑  Andreeva, Nellie. . Deadline Hollywood. 2020-10-28  [2020-10-28]. （原始内容存档于2020-10-29） （美国英语）.
13. ↑  Bui, Hoai-Tran. . /Film. 2020-06-26  [2020-06-26]. （原始内容存档于2020-06-27） （美国英语）.
14. ↑  . Rotten Tomatoes.   [2020-07-14]. （原始内容存档于2020-06-17） （美国英语）.
15. ↑  . Metacritic.   [2020-07-14]. （原始内容存档于2020-07-11） （美国英语）.

## 外部連結
- 互联网电影数据库（IMDb）上《美麗新世界》的资料（英文）